# Drambon
Drambon település Franciaországban, Côte-d’Or megyében. Lakosainak száma 186 fő (2022. január 1.). Drambon Montmançon, Pontailler-sur-Saône, Saint-Léger-Triey, Saint-Sauveur, Marandeuil és Maxilly-sur-Saône községekkel határos.

## Népesség
A település népességének változása:
| Lakosok száma | 104  | 79   | 112  | 160  | 164  | 173  | 186  | 200  | 200  | 186  |
|               | 1968 | 1982 | 1990 | 2006 | 2013 | 2015 | 2017 | 2019 | 2020 | 2022 |